# Tadeusz Michał Kraszewski
Tadeusz Michał Kraszewski (ur. 29 września 1912 w Łomży, zm. 20 maja 1993 w Edynburgu) – polski lekarz, F/Lt (kapitan RAF). Podczas kampanii wrześniowej w 1939 w służbie sanitarnej lotnictwa w Dęblinie. Ewakuowany do Rumunii przedostał się do Francji, gdzie został wcielony do wojska. Po upadku Francji ewakuował się do Wielkiej Brytanii. Absolwent Polskiego Wydziału Lekarskiego Uniwersytetu w Edynburgu.  Otrzymał przydział do dywizjonu 309 a następnie do formowanego 318 dywizjonu myśliwsko-rozpoznawczego Gdańskiego jako lekarz. Odbył kampanię włoską razem z dywizjonem. Po powrocie do Wielkiej Brytanii 1946 otrzymał propozycję pracy w brytyjskiej służbie kolonialnej. Objął stanowisko kierownika szpitala i naczelnego chirurga w Kuching w Sarawaku na Borneo, gdzie pozostawał do 1967. Po powrocie do Szkocji osiedlił się w Edynburgu, gdzie prowadził praktykę lekarską. Pochowany w Edynburgu.

## Życiorys
Ojciec Teofil był kierownikiem urzędu pocztowego w Łomży, matka Benedykta z Dydalewiczów była nauczycielką, młodszy brat Kazimierza Kraszewskiego. W 1915 rodzina została ewakuowana do Moskwy, skąd wróciła do Łomży w 1918 szczęśliwie uniknąwszy represji szerzących się po zwycięstwie rewolucji bolszewickiej.
Po ukończeniu gimnazjum w 1932 został przyjęty na Uniwersytet Stefana Batorego w Wilnie na Wydział Medyczny, gdzie uzyskał absolutorium w 1938. W czasie studiów przyjęty do Konwentu Polonia. W wyniku działań wojennych znalazł się w Szkocji, gdzie ukończył studia medyczne na Polskim Wydziale Lekarskim Uniwersytetu w Edynburgu.
Po uzyskaniu absolutorium jesienią 1938 roku został skierowany do Centrum Wyszkolenia Sanitarnego (CWSan) w Warszawie. Po 6 miesiącach na kolejne pół roku skierowano go na praktykę do Centrum Wyszkolenia Oficerów Lotnictwa w Dęblinie, gdzie zastał go wybuch wojny. Po ewakuacji do Rumunii pełnił obowiązki lekarza w obozie internowanych w Casimcea, gdzie było zgrupowanie lotników, wojsk łączności oraz Policji Państwowej. W początkach 1940 uciekł z Rumunii drogą morską do Francji, gdzie wstąpił do Wojska Polskiego otrzymując przydział do kompanii saperów Samodzielnej Brygady Strzelców Karpackich, która miała być przerzucona do Syrii. Po uderzeniu Niemiec na Francję, 21 czerwca 1940 został ewakuowany ze swą kompanią do Wielkiej Brytanii na m/s "Batorym".
W marcu 1941 został odkomenderowany na nowo utworzony Polski Wydział Lekarski na Uniwersytecie w Edynburgu celem ukończenia studiów medycznych. Dyplom lekarza otrzymał 17 marca 1942 roku. Był to ósmy dyplom nadany przez Wydział. Po odbyciu stażu w szpitalu im. Paderewskiego w Edynburgu uzyskał przeniesienie do lotnictwa z przydziałem do 309 dywizjonu Ziemi Czerwińskiej, miał numer służbowy RAF P-2005. W marcu 1943 został lekarzem 318 dywizjonu myśliwsko-rozpoznawczego Gdańskiego formowanego na lotnisku Detling w hrabstwie Kent. W sierpniu 1943 z dywizjonem odpłynął na pokładzie RMS „Empress of Australia” do Port Saidu w Egipcie.
Pierwszym miejscem stacjonowania dywizjonu było lotnisko Muquebilla niedaleko Nazaretu. Lotnisko znajdowało się w bagnistej dolinie, gdzie łatwo było o malarię. Wskutek niesprzyjającego klimatu wkrótce co druga osoba z personelu dywizjonu wymagała pomocy medycznej. Już w październiku dywizjon przebazowano do Gazy w Egipcie na lotnisko Quassasin. W kwietniu 1944 dywizjon przetransportowano do Włoch, gdzie 2 maja rozpoczął loty bojowe. Piloci Dywizjonu 318 wykonywali zadania rozpoznawcze nad silnie bronionym przez Niemców klasztorem na Monte Cassino, a następnie kierowali ogniem artylerii w okresie walk 2 Korpusu Polskiego, które zakończyły się zdobyciem klasztoru. Odbył kampanię włoską wraz z dywizjonem, który uczestniczył w walkach o Ankonę i Bolonię udzielając często pomocy żołnierzom jednostek walczących z cofającym się nieprzyjacielem, a także osobom cywilnym. Kampanię zakończył wraz z dywizjonem w kwietniu 1945 po kapitulacji Niemców na froncie włoskim. Został lekarzem naczelnym 244 Skrzydła RAF. W lipcu 1946 Dywizjon 318 został przeniesiony do Anglii, gdzie 18 sierpnia w Coltishall został rozwiązany. Jeszcze przez ponad rok przebywał w Polskim Korpusie Przysposobienia i Rozmieszczenia (PKPR) szukając zatrudnienia, o które było trudno w powojennej Wielkiej Brytanii. F/Lt lek. med. T.M. Kraszewski 8 listopada 1947 opuścił szeregi RAF.
W listopadzie 1947 otrzymał czasowe zatrudnienie w Park Prevett Hospital w Basingstoke, gdzie specjalizował się w chirurgii plastycznej pod kier. znakomitego chirurga sir Harolda Gilliesa. W maju 1952 otrzymał propozycję zatrudnienia w brytyjskiej służbie kolonialnej i objął stanowisko kierownika szpitala i naczelnego chirurga w Kuching w Sarawaku na Borneo. Do Wielkiej Brytanii powrócił w 1967. Zamieszkał w Edynburgu, gdzie odtąd prowadził praktykę lekarską. Brał czynny udział w działalności organizacji kombatanckich i polonijnych w Wielkiej Brytanii. We wrześniu 1992 uczestniczył w I Światowym Zjeździe Lotników Polskich w Dęblinie. Zmarł 20 maja 1993 w Edynburgu i tam został pochowany.

## Awanse
Był awansowany na stopnie oficerskie:
W systemie brytyjskim (RAF):
- F/O - flying officer (por. RAF) – 1942
- F/Lt - flying lieutnant (kpt. RAF) – 1943

W systemie polskim (PSZ):
- ppor. lotn. - 1942
- por. lotn. - 1944

## Ordery i odznaczenia
- Krzyż Oficerski Orderu Imperium Brytyjskiego
- Medal Lotniczy (dwukrotnie)
- 1939-45 Star
- Italy Star
- Defence Medal
- War Medal 1939-1945